# The U-Mix Show
The U-Mix Show foi um programa de televisão do Disney Channel exibido em toda a América Latina. No Brasil foi apresentado pelo apresentador Bruno Heder, do Zapping Zone.

## Sinopse
The U-Mix Show é um programa semanal que na sua primeira temporada, transmitido nas sextas-feiras, às 22:00 horas, os telespectadores podiam desfrutar de um resumo dos capítulos da primeira temporada de Violetta, entrevistas com o elenco e muito mais. Na segunda temporada, o programa passou por mudanças, começou a ser exibido nos domingos às 14:30 e passou a abordar todas as séries do Disney Channel, e entrevistar atores de outras séries e não apenas mais de Violetta. Na terceira temporada, exibida atualmente nas segundas às 19:30 com reprises nos sábados ás 14:30, o programa passou a ter além das entrevistas, músicas, monólogos e piadas, também quadros de humor. No Brasil o programa é apresentado desde sua primeira temporada por Bruno Heder do Zapping Zone, enquanto nos outros países a mudança de apresentadores é feita em quase toda temporada.

## Apresentadores
| País | Apresentador         | Temporada                            |
| --- | -------------------- | ------------------------------------ |
| Brasil | Bruno Heder          | (Temporada 1 - Temporada 3 Completo) |
| México · Colômbia · Costa Rica · El Salvador · Cuba · Guatemala · Honduras · Nicarágua · Panamá · República Dominicana · Venezuela | Roger González       | (Temporada 1)                        |
| México · Colômbia · Costa Rica · El Salvador · Cuba · Guatemala · Honduras · Nicarágua · Panamá · República Dominicana · Venezuela | Ignacio Riva Palacio | (Temporada 2 - Temporada 3)          |
| Equador · Peru · Bolívia | Ignacio Riva Palacio | (Temporada 1 - Temporada 3)          |

## Estrelas convidadas
| 1  | Diego Ramos                                                                                |
| 2  | Clara Alonso                                                                               |
| 3  | Pablo Espinosa e Jorge Blanco                                                              |
| 4  | Mercedes Lambre e Artur Logunov                                                            |
| 5  | Ezequiel Rodríguez, Pablo Sultani e Mercedes Lambre                                        |
| 6  | Candelaria Molfese, Facundo Gambandé, Joaquín Berthold como Matías e Martina Stoessel      |
| 7  | Florencia Benítez, Joaquín Berthold, Nicolás Garnier como Andrés                           |
| 8  | Martina Stoessel, Candelaria Molfese como Camila e Artur Logunov como Brako                |
| 9  | Elenco de Violetta                                                                         |
| 10 | Rodrigo Pedreira                                                                           |
| 11 | Nicolás Garnier e Samuel Nascimento                                                        |
| 12 | Mercedes Lambre, Pablo Espinosa, Florencia Benítez como Jade e Mirta Wons como Olga        |
| 13 | Clara Alonso, Florencia Benítez , Alfredo Allende como Ramalho e Mirta Wons como Olga      |
| 14 | Facundo Gambandé, Alba Rico e Lodovica Comello como Francesca                              |
| 15 | Martina Stoessel, Diego Ramos, Pablo Espinosa como Tomás e Jorge Blanco como León          |
| 16 | Candelaria Molfese, Lodovica Comello, Alba Rico como Naty e Rodrigo Pedreira como Gregório |
| 17 | Jorge Blanco, Martina Stoessel e Clara Alonso como Angie                                   |
| 18 | Elenco de Violetta                                                                         |

| 1  | Martina Stoessel e Mercedes Lambre como Ludmila                                                                     |
| 2  | Jorge Blanco como León, Samuel Nascimento como Broduey, Nicolás Garnier como Andrés e Mercedes Lambre como Ludmila  |
| 3  | Bridgit Mendler, Rock Bones e Martina Stoessel                                                                      |
| 4  | Mercedes Lambre e Rock Bones                                                                                        |
| 5  | Florencia Benítez como Jade e ela mesmo, Joaquín Berthold como Matías e ele mesmo, e Samuel Nascimento como Broduey |
| 6  | Valeria Baroni e Rodrigo Pedreira como Gregório y ele mesmo                                                         |
| 7  | College 11, Pablo Sultani, Rodrigo Pedreira e Ezequiel Rodríguez                                                    |
| 8  | Roco, Joaquín Berthold, Ezequiel Rodríguez e Diego Álcala como Marotti                                              |
| 9  | Elenco de Violetta                                                                                                  |
| 10 | Lodovica Comello, Xabiani Ponce De León e Hanson                                                                    |
| 11 | Alba Rico, Rodrigo Pedreira como Gregório, Lodovica Comello e Diego Domínguez                                       |
| 12 | Alfredo Allende como Ramalho e Diego Domínguez                                                                      |
| 13 | Maxi Trusso, Clara Alonso, Florencia Benítez e Carla Pandolfi                                                       |
| 14 | Candelaria Molfese, Alba Rico e Rock Bones                                                                          |
| 15 | Ruggero Pasquarelli, Facundo Gambandé, Samuel Nascimento e Franco Masini                                            |
| 16 | Miranda! |
| 17 | Jorge Blanco e Valeria Baroni                                                                                       |
| 18 | Mercedes Lambre, Clara Alonso, Pablo Sultani, Guido Pennelli, Diego Alcalá, Lucía Pecrul e Lucas Verstraeten        |
| 19 | College 11, Rock Bones, Elenco de Violetta e Lali Espósito                                                          |

| 1 | College 11 |
| 2 | Diego Domínguez e Xabiani Ponce De León |
| 3 | Xabiani Ponce De León como Marco e ele mesmo, Pablo Alborán, College 11, Benjamín Rojas, Santiago Stieben, Nicole Luis, Jorge Blanco, R5,Candelaria Molfese e Lodovica Comello |
| 4 | Valeria Baroni, Iván Zavala, Lodovica Comello, Matt Hunter, Laura Marano, Debby Ryan e R5                                                                                      |
| 5 | Lali Espósito, Martín Palermo, Ryduan Palermo, Laura Marano, Nicolás Garnier, Dani Martins, Nicole Luis, Santiago Stieben                                                      |
| 6 | Valeria Baroni, Lodovica Comello e Facundo Gambandé |
| 7 | Matt Hunter e Facundo Gambandé |
| 8 | Ruggero Pasquarelli, Laura Marano, Facundo Gambandé, Nicole Luis, Santiago Stieben e Mercedes Lambre                                                                           |
|   | |

## Segmentos que são regulares
- "Introdução": o anfitrião faz um monólogo relacionado aos capítulos da semana. A segunda temporada também sobre o que aconteceu durante a semana em outra série de Disney Channel.
- "Previsão de características especiais": anfitrião diz um resumo dos capítulos da semana enquanto eles mostram imagens ou cenas.
- "A poltrona das estrelas": os membros do elenco são entrevistados e responder a perguntas" realmente importantes". Após a segunda temporada, o host desafia o entrevistado para executar uma série de testes.
- "Mix Hits": host mostra os melhores momentos musicais da semana. Após a segunda temporada, o anfitrião mostra os melhores momentos musicais em outras séries de Disney Channel.
- "Misturar as cenas": host mostra suas aparições especiais da série "cenas que nunca entrou no ar". Após a segunda temporada, o anfitrião mostra suas aparições especiais em outras séries de Disney Channel.
- "Mix leva": o host discute "estranhas" coisas que acontecem na série durante a semana. Após a segunda temporada, o host também discute as coisas estranhas que acontecem em outras séries de Disney Channel.
- "Curta pesquisa": host mostra num ápice nos capítulos seguintes.

## Episódios
| Temporada | Temporada | Episódios | América Latina     | América Latina         | Brasil                 | Brasil               |
| Temporada | Temporada | Episódios | Estreia            | Final                  | Estreia                | Final                |
| --------- | --------- | --------- | ------------------ | ---------------------- | ---------------------- | -------------------- |
|           | 1         | 18        | 19 de maio de 2012 | 28 de outubro de 2012  | 14 de setembro de 2012 | 1 de março de 2013   |
|           | 2         | 19        | 3 de maio de 2013  | 12 de outubro de 2013  | 25 de agosto de 2013   | 30 de março de 2014  |
|           | 3         | 20        | 5 de maio de 2014  | 15 de dezembro de 2014 | 16 de junho de 2014    | 5 de janeiro de 2015 |

## Emissão
| País | Canal                         | Primeira temporada     | Segunda Temporada    | Terceira Temporada  | Ref.  |
| --- | ----------------------------- | ---------------------- | -------------------- | ------------------- | ----- |
| Argentina · México · Colômbia · Costa Rica · El Salvador · Cuba · Guatemala · Honduras · Nicarágua · Panamá · República Dominicana · Venezuela · Bolívia · Equador · Peru · Chile · Uruguai | Disney Channel América Latina | 19 de maio de 2012     | 3 de maio de 2013    | 5 de maio de 2014   | [ 3 ] |
| Brasil | Disney Channel Brasil         | 14 de setembro de 2012 | 25 de agosto de 2013 | 16 de junho de 2014 |       |

## Premiações e nomeações
| Ano  | Premio                                    | Categoría                 | resultado |
| ---- | ----------------------------------------- | ------------------------- | --------- |
| 2013 | Nickelodeon Kids' Choice Awards Argentina | Programa de TV Favorito   | Indicado  |
| 2013 | Kids Choice Awards México                 | Programa o Serie Favorita | Indicado  |